# Wspólnota administracyjna Obercunnersdorf
Wspólnota administracyjna Obercunnersdorf (niem. Verwaltungsgemeinschaft Obercunnersdorf) – dawna wspólnota administracyjna w Niemczech, w kraju związkowym Saksonia, w powiecie Görlitz. Siedziba wspólnoty znajdowała się w miejscowości Obercunnersdorf. Do 29 lutego 2012 należała do okręgu administracyjnego Drezno,
Wspólnota administracyjna zrzeszała dwie gminy wiejskie: 
- Niedercunnersdorf
- Obercunnersdorf

31 grudnia 2012 wspólnota została rozwiązana, a następnego dnia dwie gminy wchodzące w jej skład wraz z gminą Eibau utworzyły nowa gminę Kottmar.